# Na Gleannta
Na Gleannta (Engels: Glenties) is een klein dorpje in het noordwesten van Ierland in de County Donegal.

De officiële naam van de plaats is Iers en betekent 'De Dalen'. Het dorpje ligt dan ook op de plaats waar twee bergkloven tezamen komen, ten noordwesten van de Bluestack Mountains.
Na Gleannta heeft ongeveer 800 inwoners en is bekend om zijn breiwerk.